# Кондраєць-Шляхецький
Кондраєць-Шляхецький (пол. Kondrajec Szlachecki) — село в Польщі, у гміні Гліноєцьк Цехановського повіту Мазовецького воєводства.
Населення — 225 осіб (2011).
У 1975-1998 роках село належало до Цехановського воєводства.

## Демографія
Демографічна структура станом на 31 березня 2011 року:
|          | Загалом | Допрацездатний вік | Працездатний вік | Постпрацездатний вік |
| -------- | ------- | ------------------ | ---------------- | -------------------- |
| Чоловіки | 118     | 35                 | 72               | 11                   |
| Жінки    | 107     | 29                 | 51               | 27                   |
| Разом    | 225     | 64                 | 123              | 38                   |